# Esele Bakasu
Esele Bakasu (13 marzo 1975) è un ex calciatore della Repubblica Democratica del Congo, di ruolo difensore.

## Carriera

### Nazionale
Ha debuttato in Nazionale nel 1997. Ha messo a segno la sua prima rete con la maglia della Nazionale il 28 febbraio 1999, in Madagascar-RD del Congo (3-1), siglando la rete del definitivo 3-1 al minuto 81. Ha partecipato, con la Nazionale, alla Coppa d'Africa 1998, alla Coppa d'Africa 2000 e alla Coppa d'Africa 2002. Ha collezionato in totale, con la maglia della Nazionale, 24 presenze e una rete.

## Palmarès

### Club

#### Competizioni nazionali
- Campionato congolese di calcio (Repubblica Democratica del Congo): 1

Vita Club: 1997